# Venganza
Pour plus de détails, voir Fiche technique et Distribution.
Venganza (Sólo quiero caminar) est un film espagnol réalisé par Agustín Díaz Yanes, sorti en 2008.

## Synopsis
Quatre femmes planifient une attaque contre des trafiquants de drogues mexicains.

## Fiche technique
- Titre : Venganza
- Titre original : Sólo quiero caminar
- Réalisation : Agustín Díaz Yanes
- Scénario : Agustín Díaz Yanes
- Musique : Javier Limón
- Photographie : Paco Femenia
- Montage : José Salcedo
- Production : Eduardo Campoy, Pablo Cruz, Ricardo García Arrojo, Silvia García-Calvo, José Manuel Lorenzo, Rosa Pérez, Pepe Torrescusa et Tadeo Villalba hijo
- Société de production : Canana Films, Boomerang Cine, Antena 3 Films et Canal+ España
- Pays :  Espagne et  Mexique
- Genre : Policier, drame et thriller
- Durée : 129 minutes
- Dates de sortie : 
  -  Espagne : 31 octobre 2008

## Distribution
- Diego Luna : Gabriel
- Victoria Abril : Gloria Duque
- Ariadna Gil : Aurora
- Pilar López de Ayala : Paloma Molina
- Elena Anaya : Ana
- José María Yazpik : Félix
- Dagoberto Gama : Roberto
- Everardo Arzate : Leonardo
- Jorge Roldan : Vicente
- Tenoch Huerta : David
- Jorge Zárate : Federico
- Horacio Garcia Rojas : Pablo
- Antonio Zúñiga : Silverio
- Ignacio Montes : Juan

## Distinctions
Lors de la cérémonie des Goyas 2009,, le film a été nommé pour onze prix Goya et a obtenu celui de la meilleure photographie.